# أليساندرو أندريوزي
أليساندرو أندريوزي (بالإيطالية: Alessandro Andreozzi) مواليد 2 يونيو 1991 في ماشيراتا، إيطاليا، هو متسابق دراجات نارية إيطالي. نافس في بطولة العالم للسوبربايك وبطولة العالم للسوبرسبورت.

## روابط خارجية
- أليساندرو أندريوزي على موقع MotoGP.com (الإنجليزية)
- أليساندرو أندريوزي على موقع WorldSBK.com (الإنجليزية)